# Challenger ATP Club Premium Open 2002
Il Challenger ATP Club Premium Open 2002 è stato un torneo di tennis facente parte della categoria ATP Challenger Series nell'ambito dell'ATP Challenger Series 2002. Il torneo si è giocato a Quito in Ecuador dal 7 al 13 ottobre 2002 su campi in terra.

## Vincitori

### Singolare
Dick Norman ha battuto in finale  Giovanni Lapentti con il punteggio di 6–4, 6–3

### Doppio
Hugo Armando /  Kepler Orellana hanno battuto in finale  Eduardo Bohrer /  Ronaldo Carvalho con il punteggio di 6–2, 6–4